# Leichtathletik-Weltmeisterschaften 2013/Teilnehmer (Nordkorea)
| Gelbes Symbol für Goldmedaillen mit stilisierten Olympischen Ringen | Graues Symbol für Silbermedaillen mit stilisierten Olympischen Ringen | Braundes Symbol für Bronzemedaillen mit stilisierten Olympischen Ringen |
| ------------------------------------------------------------------- | --------------------------------------------------------------------- | ----------------------------------------------------------------------- |
| —                                                                   | —                                                                     | —                                                                       |

Der Leichtathletik-Verband Nordkoreas stellte vier Teilnehmer bei den Leichtathletik-Weltmeisterschaften 2013 im russischen Moskau.

## Ergebnisse

### Männer

#### Laufdisziplinen
| Athlet        | Disziplin | Vorlauf | Vorlauf | Halbfinale | Halbfinale | Finale    | Finale |
| Athlet        | Disziplin | Zeit    | Platz   | Zeit       | Platz      | Zeit      | Platz  |
| ------------- | --------- | ------- | ------- | ---------- | ---------- | --------- | ------ |
| Kim Hye-Song  | Marathon  |         |         |            |            | 2:38:28 h | 14     |
| Kim Hye-gyong | Marathon  |         |         |            |            | 2:35:49 h | 8      |
| Kim Mi-Gyong  | Marathon  |         |         |            |            | DNF       | DNF    |
| Sin Yong-Sun  | Marathon  |         |         |            |            | 2:39:22 h | 17     |